# Manayunkia polaris
Manayunkia polaris är en ringmaskart som beskrevs av Zenkevitch 1935. Manayunkia polaris ingår i släktet Manayunkia och familjen Sabellidae. Inga underarter finns listade i Catalogue of Life.